# Richard Barnes Mason

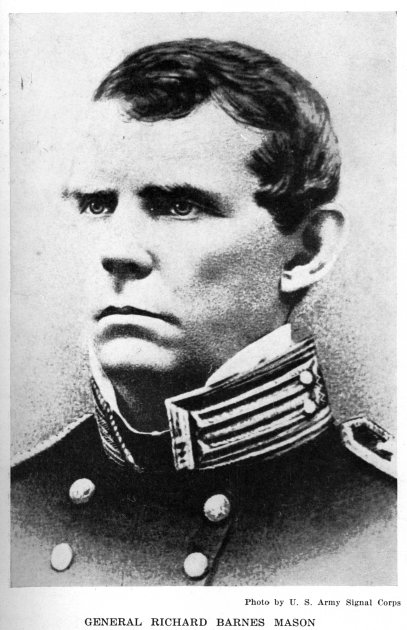
Richard Barnes Mason

Richard Barnes Mason (* 16. Januar 1797 in Lexington, Virginia; † 25. Juli 1850  in St. Louis, Missouri) war ein US-amerikanischer Armee-Offizier und sechster Militärgouverneur von Kalifornien.

## Biografie
Mason wurde als Enkel von George Mason, einem der Gründungsväter der USA, geboren. 1817 trat er in die Armee ein, wurde der Infanterie zugeteilt und nahm am Black-Hawk-Krieg teil. 1833 wechselte er als Major zu den Dragonern. Während des Mexikanisch-Amerikanischen Krieges wurde er im heutigen New Mexico und in Kalifornien eingesetzt. Dabei stieg er bis zum Oberst auf. 
Nach dem Ende des Krieges war er vom 31. Mai 1847 bis zum 13. April 1849 Militärgouverneur von Kalifornien, das damals noch nicht den offiziellen Status eines US-Bundesstaates hatte. Mason berichtete dem Präsidenten James K. Polk über die Goldfunde bei Johann August Sutter. In der Folge dieser Entdeckung entwickelte sich der Kalifornische Goldrausch.
Mason überlebte seine kalifornische Amtszeit nicht lange, er starb am 25. Juli 1850 in der Jefferson-Kaserne in St. Louis, Missouri.

## Weblink
- Richard Barnes Mason in der Datenbank Find a Grave

| Personendaten    | Personendaten                     |
| ---------------- | --------------------------------- |
| NAME             | Mason, Richard Barnes             |
| KURZBESCHREIBUNG | Militärgouverneur von Kalifornien |
| GEBURTSDATUM     | 16. Januar 1797                   |
| GEBURTSORT       | Lexington, Virginia               |
| STERBEDATUM      | 25. Juli 1850                     |
| STERBEORT        | St. Louis, Missouri               |